# Sagrat Orde Militar Constantinià de Sant Jordi
El Sagrat Orde Militar Constantinià de Sant Jordi és un orde de cavalleria sota el patronatge de Sant Jordi, consagrada a la glorificació de la Creu, la difusió de la Fe i la defensa de la Santa Mare Església.

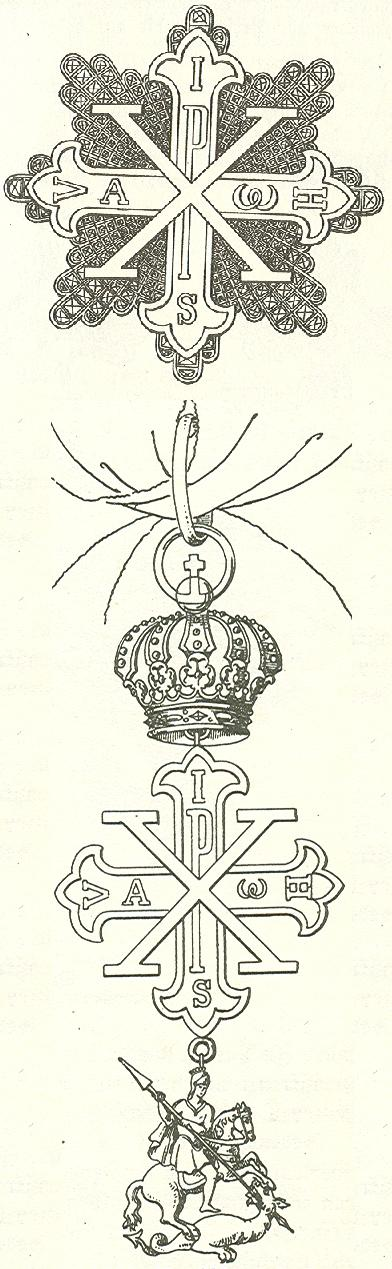
Creu i emblema del Sagrat Orde Constantinià de Sant Jordi.

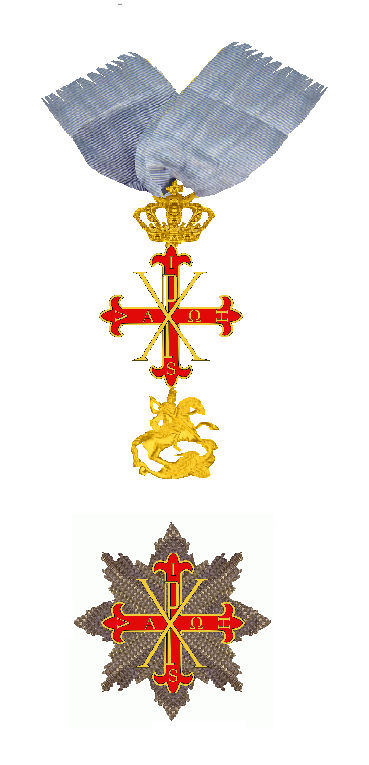
Creu i estrella de l'Orde

## Fundació
Existeix una llegenda que atribueix el seu origen en temps de l'emperador Constantí en la batalla del Pont Milvi (any 312) contra l'emperador Maxenci. La tradició cristiana conta que Constantí va lluitar sota el símbol de la creu en la batalla, que se li va rebel·lar en un somni.
L'any 615, els cavallers constantinians a Orient, guiats per l'emperador Heracli, van aconseguir derrotar l'emperador de Pèrsia, Còsroes II, que li van sostreure la fusta de la creu, i la van restituir a Jerusalem.
Més enllà d'aquestes llegendes, la seva fundació va ser atorgada per l'Emperador de Constantinoble Isaac II Àngel en 1190, qui volia imitar els Ordes militars de cavalleria que s'havien creat per a defensa i recuperació de Terra Santa. Entre els primers cavallers es van trobar Frederic I Barbaroja, Ricard I d'Anglaterra, Felip II de França, Alfons II d'Aragó, Guillem II de Sicília, Sanç VI de Navarra, i Alfons IX de Lleó.
En 1550 el papa Juli III va reconèixer el Sagrat Orde Militar Constantinià de Sant Jordi amb la butlla Quod Aliasla, on se li va conferir la dignitat de Gran Mestre a Andreu Àngel Comnè.

## Expansió
L'últim descendent dels emperadors d'Orient Joan Andreu Àngel Flavi Lascaris Paleòleg no va tenir descendència, per la qual cosa va transferir en 1697, el gran maestrazgo al Duc de Parma Francesc Farnese i als seus successors. Acte de cessió confirmat per l'Emperador Leopold I d'Habsburg i pel Papa Innocenci XII, en el que es coneix com la Butlla Sincerae Fidei 1699.
En morir sense descendència el Duc de Parma Antoni Farnese en 1727, es va dir a la successió a Carles de Borbó, Infant d'Espanya, fill de la seva germana Isabel Farnese i del rei Felip V d'Espanya.
Carles III d'Espanya va donar al seu tercer fill, l'infant Ferran I de les Dues Sicílies, el 6 d'octubre de 1759, tots els seus béns italians, i el va investir com Gran Mestre Constantinià, dignitat transmissible a tots els homes primogènits.
Amb el temps va quedar dividida en dues branques conegudes com la hispano-napolitana i la franco-napolitana.

## Situació actual
Actualment hi ha dues branques:
- Branca hispano-napolitana: Pere de Borbó-Dues Sicílies i Orleans, Duc de Calàbria. És el seu gran mestre, reconegut pel rei d'Espanya. Però el seu besavi va renunciar per escrit a les seves possessions a Itàlia, en el que s'ha denominat l'"Acta de Canas", als seus drets, per si i pels seus descendents, a l'eventual tron de les Dues Sicílies, ja que va contreure matrimoni amb la Infanta d'Espanya i Princesa d'Astúries, Maria de la Mercè de Borbó i Habsburg-Lorena. Així doncs, al costat d'aquesta, entraria en funcionament la Reial Pragmàtica de Carles III d'Espanya, en la qual en renunciar al tron de les Dues Sicílies, aquest abdicaria en favor dels seus fills. Però en néixer Alfons XIII, aquest acta va quedar anul·lada i per tant, es convertiria en el Cap de la Casa Real Borbó-Dues Sicílies.
- Branca franco-napolitana: Carles de Borbó-Dues Sicílies, Duc de Castro. El seu avi, en contreure matrimoni amb una persona de llinatge no reial, és a dir en matrimoni morganàtic, quedarien exclosos de la successió ell i els seus descendents, com així resen les lleis del Regne de les Dues Sicílies. Algunes Cases Reials europees reconeixen informalment a aquest últim.

Hi ha una tercera branca a Parma, que el seu gran mestre és el príncep i Duc de Parma Carles Xavier de Borbó-Parma, pretendent carlista al tron d'Espanya.
El gran prior de la branca hispano-napolitana és el cardenal Darío Castrillón Hoyos, successor de l'arquebisbe i nunci apostòlic suís Bruno Bernard Heim.
En els últims temps la Santa Seu ha afirmat que ja no reconeix més ordres que les seves pròpies, l'Orde Sobirana i Militar de Malta, i Orde del Sant Sepulcre de Jerusalem, i les dels estats. No significa això que sigui contrària a les ordes dinàstiques(o.m.) consagrades per la Història. Simplement no les reconeix sense afectar això al seu estatus o personalitat jurídica.

## Graus de l'Orde
|                  |                    |                    |
| Cavaller d'ofici | Cavaller-comandant | Cavaller gran creu |